# Saint-simonizmus
A saint-simonizmus Claude Henri de Rouvroy de Saint-Simon gróf (1760-1825) szociálfilozófus és szocioreformer, a modern szocializmus alapítója, halála után hívei által alapított iskola, amely a mester tanait részben kiegészítette, részben módosította. A legnevezetesebb saint-simonisták Barthélemy Prosper Enfantin és Saint-Amand Bazard. Azonkívül csatlakoztak ezekhez még Lazare Hippolyte Carnot, Michel Chevalier, Henri Fournel, a Pereire fivérek és mások. 
Az iskola fő elvei: a magánbirtok nem törültetik el egészen, de az öröklési jog igen. Eszmény az emberek általános testvériessége a békés munka nemzetközi szervezése céljából (association universelle). Az állam, amely minden birtokot lefoglal, teokratikus színezetet nyer, amennyiben majdnem minden elöljárói teendővel papok bízatnak meg és a termelést központilag szervezik. Enfantin (l. o.) az Exposition de la doctrine című műben fejezte ki az iskola vallási tanait. 1829. Organisateur című közlönyt alapítottak, 1830 után az iskola lendületet nyert és Enfantin Économie politique című műve az iparosok és munkások körében feltünést keltett. A Globe 1831 óta a Journal de la doctrine de Saint-Simon cím alatt jelent meg és Enfantin mint père (atya), azaz mint a társulat lelki feje lépett fel. A nőközösségről szóló tana azonban Bazard között és közötte szakítást idézett elő. Innét kezdve hanyatlott az iskola. 1832. a rendőrség is beavatkozott. A kormány végre a társulat fejeit Enfantint, Chevaliert, Duveyriert és Barraultot a törvény elé idézte - mivel az iskola a teljes kollektivizmust hírdető szektává alakult - és 1832. augusztus 27-én elitéltette, ami az iskola feloszlását vonta maga után. 
Az iskola fő művének címe Doctrine de Saint-Simon. Exposition (1. köt. 1828-29); 2. köt. 1830; új kiadás 1854.

## Ismert tagok
| - Claude Henri de Rouvroy de Saint-Simon (1760-1825) - Saint-Amand Bazard (1791-1832) - Olinde Rodrigues (1794 - 1851) - Barthélemy Prosper Enfantin (1796-1864) - Auguste Comte (1798-1857) | - Gustave d’Eichthal (1804-1886) - Michel Chevalier (1806-1878) - Gioacchino Prati (1790-1863) - Gregorio Fontana (fl. 1830s) |